# Anna Borkowska-Składzińska
Anna Borkowska-Składzińska (ur. 23 listopada 1924 w Bohdanowie, zm. 13 sierpnia 2013) – polska lekarz stomatolog, kapitan Wojska Polskiego.

## Życiorys

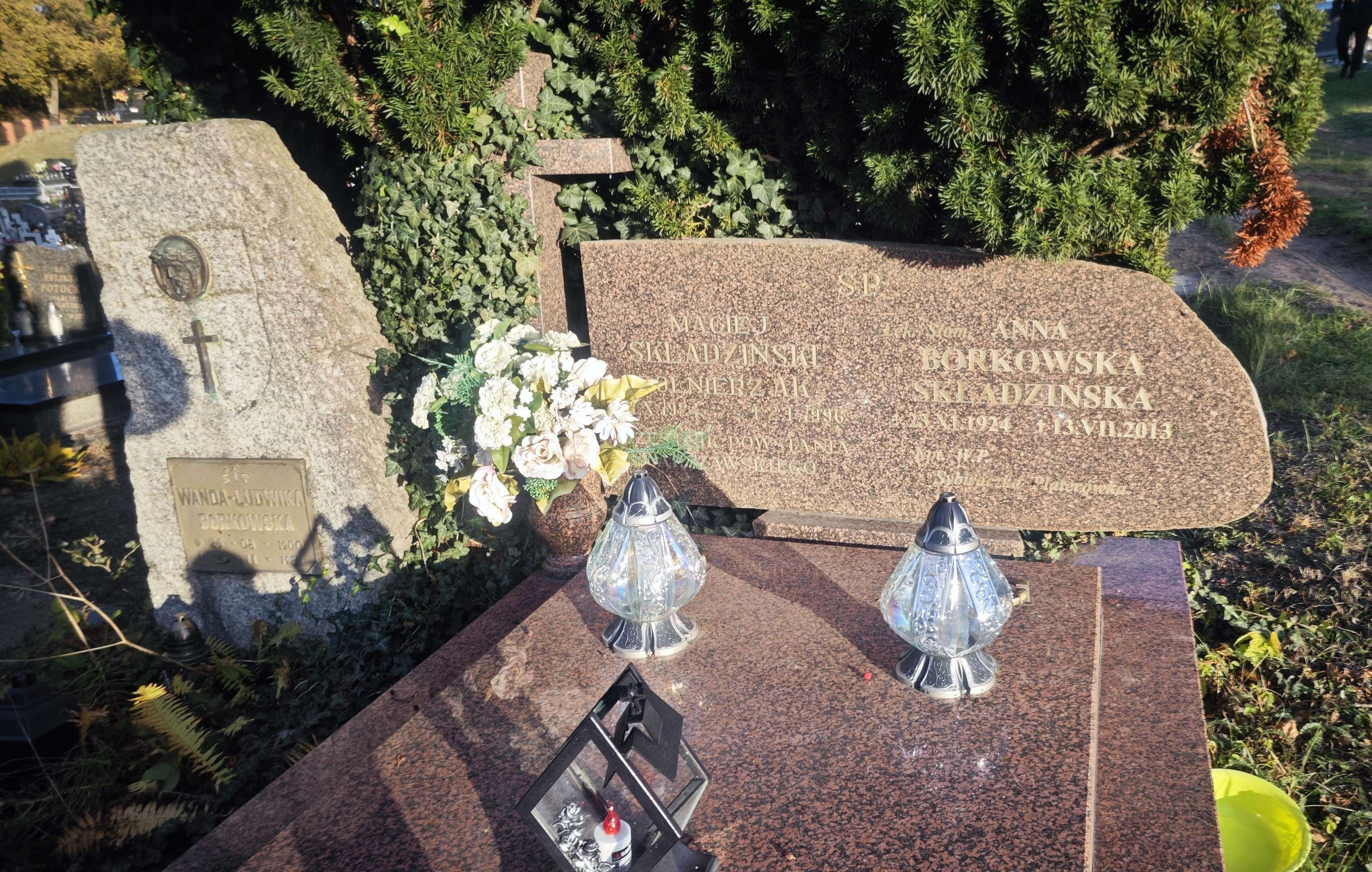
Grób na cmentarzu komunalnym we Fromborku

Urodziła się w Bohdanowie, w powiecie Dzisna w województwie wileńskim, w rodzinie Zygmunta, urzędnika państwowego. Matka, Wanda Ludwika z domu Kosińska, była kierowniczką bursy. Do 1939 mieszkała w m. Głębokie w woj. wileńskim. Uczyła się w liceum ogólnokształcącym, jednak naukę przerwał wybuch II wojny światowej. 10 lutego 1940 została wywieziona w głąb ZSRR, do obwodu archangielskiego.
15 maja 1943 wstąpiła do 1 Dywizji Wojska Polskiego im. Tadeusza Kościuszki i przebyła z nią cały szlak bojowy, kończąc w Berlinie. Służbę wojskową rozpoczęła w batalionie kobiecym, od dowodzenia plutonem fizylierów (piechoty). Następnie zdobywała kolejne stopnie, służąc jako sekretarz sądu 1 Armii Wojska Polskiego, następnie jako sekretarz kancelarii w 1 Warszawskiej Brygadzie Saperów.
Z wojska odeszła na własną prośbę w marcu 1946 roku, w stopniu podporucznika. Ponieważ miała duże braki w wykształceniu, uzupełniła najpierw szkołę średnią, następnie rozpoczęła studia medyczne. W 1952 uzyskała dyplom lekarza stomatologa na Akademii Medycznej w Gdańsku. W tym zawodzie pracowała przez całe późniejsze życia, do przejścia na emeryturę w 1980 roku. Została odznaczona między innymi: Krzyżem Kawalerskim Orderu Odrodzenia Polski, Złotym Krzyżem Zasługi, Krzyżem Zesłańców Sybiru, otrzymała również wiele innym polskich i radzieckich odznaczeń.
Na emeryturze mieszkała we Fromborku. Zmarła 13 sierpnia 2013, pochowana została na cmentarzu komunalnym we Fromborku.

## Życie osobiste
Jej ojciec był powstańcem warszawskim, brat Andrzej walczył w partyzantce w Górach Świętokrzyskich w oddziale Barabasza. Anna Borkowska w 1967 wyszła za mąż za Macieja Leonidasa Składzińskiego ps. Wiarus, żołnierza Armii Krajowej, który służył w plutonie 39 w Grodzisku Mazowieckim, należącym do Podokręgu Zachodniego Obszaru Warszawskiego AK. Po wojnie był wieloletnim pracownikiem wielozakładowego PGR Frombork i należał też do Koła Łowieckiego MEWA (1968), gdzie był podłowczym. Oboje opiekowali się w swoim domu we Fromborku przy ul. Młynarskiej 22 chorymi zwierzętami leśnymi i domowymi. 